# Geschichte der Schuhindustrie in Pirmasens

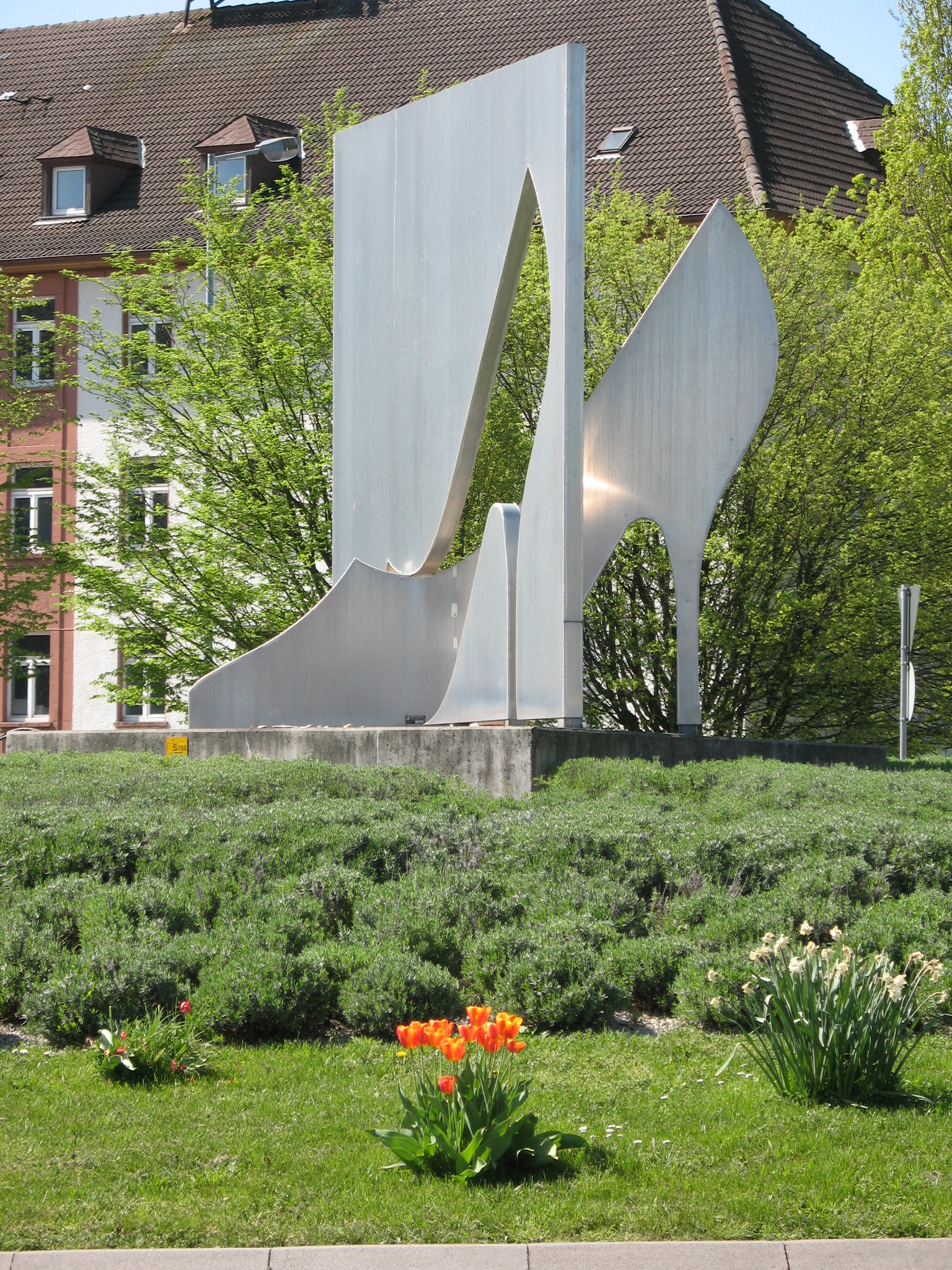
Das Foto zeigt den "Silbernen Schuh" als Kunstwerk am Ortseingang von Pirmasens aus Richtung Rodalben kommend.

Die Geschichte der Schuhindustrie in Pirmasens beschreibt die Entwicklung der Stadt Pirmasens am Westrand des Pfälzerwaldes von einer Garnisonsstadt zum Zentrum der deutschen Schuhindustrie, den Abstieg der Schuhmetropole sowie die heutige Situation der Schuhindustrie in Pirmasens. Ausgangspunkt war nach dem Tod des Landgrafen Ludwig IX. 1790 die Auflösung der Garnison und Entlassung der Soldaten, die mit einer Fertigung einfacher Schuhe begannen. Ab etwa 1800 wurden zunächst kleinere Manufakturen, später auch die ersten Schuhfabriken gegründet. Seit Ende der 1960er Jahre verschwanden die meisten der über 300 Schuhfirmen und es überlebten bis zum Beginn des 21. Jahrhunderts etwa 30 Betriebe.

## Ausgangssituation
Hauptartikel: Schuh
Der Mensch benutzt seit etwa 40.000 Jahren – seit dem mittleren Paläolithikum – die Fußbekleidung Schuh. Seit circa 27.000 Jahren wurden diese auch in Teilen Europas häufiger verwendet. Dabei entstanden die ersten Typen aus Fellen ohne feste Schuhsohle. Waren in der Antike einfache Sandalen noch die gebräuchlichsten Schuhe, so begann etwa im 4. Jahrhundert der Stiefel aus gegerbtem Leder – als erster geschlossener Schuh, der den Männern vorbehalten war – aus dem Orient nach Europa einzuwandern. Etwa ab dem 12. Jahrhundert traten die ersten Schuhe mit Absätzen auf, wahrscheinlich erfunden von Reitervölkern zur Verbesserung des Halts in den Steigbügeln. Diese Schuhe wurden zuerst in Persien aus Espartogras hergestellt. Seit dem Mittelalter trat eine zunehmende Diversifizierung in Modelle für verschiedene Berufs- oder Bevölkerungsgruppen, wie etwa den Bundschuh, den Haferlschuh, Trippen oder den Stiefeln für Soldaten oder Arbeiter mit einem zusätzlichen mechanischen oder thermischen Schutz auf. Dabei wurden bis zum 18. Jahrhundert alle Schuhe in Handarbeit ohne maschinelle Hilfe von Schuhmachern oder Schustern in Kleinstbetrieben hergestellt.

### Die Soldaten in Pirmasens als Schuhmacher
Der Sold eines einfachen Soldaten zur Zeit des Landgrafen Ludwig IX. reichte gerade zum Decken der Grundbedürfnisse. Ludwig erlaubte seinen Grenadieren das Erlernen eines einfachen Handwerks, wobei viele sich zum Schumacher ausbilden ließen. Da Leder jedoch teuer war, konnten die Soldatenschuster keine neuen Lederschuhe herstellen, sondern lediglich ihre eigenen Stiefel sowie die Schuhe der Pirmasenser bei Beschädigungen reparieren.

## Aufbau und Blüte
Als nach dem Tod des Landgrafen Ludwig IX. im Jahre 1790 die Pirmasenser Garnison aufgelöst wurde, waren 2400 in Pirmasens lebende Grenadiere und deren Familien ohne Beschäftigung. Aus der Not heraus fertigten sie aus Resten der Uniformen Schlabbe, einfache Schuhe. Die Familien zogen umher, um die gefertigten Schuhe zu verkaufen, während die Männer zuhause neue herstellten. Mit der Zeit erwarben sich die in Pirmasens hergestellten Schuhe einen guten Ruf und es entwickelte sich eine beachtliche Schuhindustrie. Da zur Herstellung der Schuhe Leder und Werkzeug, später Maschinen, Klebstoffe und Farben benötigt wurden, musste für diese Waren eine entsprechende Infrastruktur aufgebaut werden.
Die zunehmende Industrialisierung im 19. Jahrhundert begünstigte den Aufbau von Großbetrieben; aus kleinen Familienbetrieben entstanden Schuhfabriken wie Neuffer, Rheinberger und die noch existierenden Firmen Carl Semler (Insolvenz im Januar 2025) und Peter Kaiser. Joneck Walter, der Geschäftsführer der Schuhfabrik Peter Kaiser war von 1972 bis 1975 Präsident des Hauptverbands der Deutschen Schuhindustrie. Auch in der näheren Umgebung, wie z. B. in Waldfischbach oder Hauenstein, entwickelten sich Großbetriebe wie Mattil und Seibel.
Im Jahr 1914 existierten in der Stadt Pirmasens 240 Schuhfabriken mit 14.000 Beschäftigten. Als nach dem Zweiten Weltkrieg ein Großteil der Innenstadt nach zwei Luftangriffen zerstört war, wurden die Fabriken wieder aufgebaut und teilweise vergrößert. 1970 arbeiteten 22.000 Menschen in der Schuhindustrie.

## Auswirkungen der Globalisierung
In den Jahren nach 1970 wurde die Produktion vieler Firmen ins Ausland verlagert, während die Modell-Entwicklung und Verwaltung in Pirmasens verblieb. Nach und nach jedoch mussten immer mehr Betriebe schließen, da die Produktion zunächst in Deutschland und später auch in Ländern wie Spanien und Portugal oder in Osteuropa durch die große Entfernung nicht mehr rentabel war.

## Aktuelle Entwicklungen
Nach wie vor ist Rheinland-Pfalz mit den Pirmasenser Schuhherstellern eines der Zentren der deutschen Schuhindustrie. 2018 kam fast jeder dritte deutsche Schuhhersteller aus Rheinland-Pfalz, viele davon aus der Region Pirmasens. Die Pirmasenser Schuhhersteller sind auf die Produktion von Komfortschuhen, aber auch die Produktion von Damenschuhen spezialisiert. 2019 wurden zwei Drittel aller in Deutschland produzierten Damenschuhe mit Lederoberteil in Rheinland-Pfalz produziert. Der Großteil davon wurde in der Region Pirmasens produziert.
Neben der Schuhherstellern sind noch immer zahlreiche Technologie- und Zuliefererbetriebe in der Region ansässig, die Innovationen für die Schuhbranche entwickeln. Unter anderem ist in Pirmasens das Prüf- und Forschungsinstitut Pirmasens (PFI) ansässig. Das PFI ist ein Institut, das ursprünglich in 1956 für die Schuhindustrie gegründet wurde und sich zu einem weltweit operierenden Dienstleistungs- und Forschungszentrum entwickelt hat. 2008 wurde International Shoe Competence Center Pirmasens (ISC Germany) gegründet. Das ISC ist ein Lehr- und Forschungszentrum für die Schuhindustrie, deren Zulieferer sowie für den Handel.
Pirmasens ist für die deutsche Schuhindustrie das Zentrum in der Aus- und Weiterbildung. In Pirmasens ist die Bundesfachklasse für den Ausbildungsberuf zum/zur Schuhfertiger/-in an der Berufsbildenden Schule Pirmasens (BBS) angesiedelt. Weiterhin findet an der Deutschen Schuhfachschule mit Sitz in Pirmasens die Ausbildung zum Schuhtechniker statt. Am ISC Germany wird in Zusammenarbeit mit der IHK Pfalz der Industriemeisterkurs Schuhfertigung angeboten. Die Hochschule Kaiserslautern bietet am Campus Pirmasens den Bachelorstudiengang „Leder- und Textiltechnik“ mit Schwerpunkt Lederverarbeitung und Schuhtechnik an. Diesen Studiengang kann man in Vollzeit, aber auch in Kooperation mit einem Unternehmen studieren.
Derzeit arbeiten noch etwa 1200 Personen für Schuhbetriebe. Auch der größte Arbeitgeber in der Stadt, die 1897 gegründete Firma Kömmerling (profine GmbH), entstand als Zulieferbetrieb für die Schuhindustrie. Eine der ehemaligen Schuhfabriken wurde in einen Gewerbepark Neuffer am Park umgewandelt; in einer weiteren (Bleiching) ist seit vielen Jahren ein Teil des Finanzamts untergebracht. Bei der ehemals größten Schuhfabrik Europas, Rheinberger, war der Umbauprozess zum Dienstleistungszentrum und Science-Center Dynamikum 2008 abgeschlossen.